# Chance (serie de televisión)
Chance es una serie de televisión americana creada por Kem Nunn y Alexandra Cunningham protagonizada por Hugh Laurie. La serie está basada en el libro homónimo escrito por Kem Nunn y fue ordenada directamente como serie el 6 de enero de 2016 planeando dos temporadas, de veinte episodios en total. El estreno en Hulu fue el 19 de octubre de 2016. La segunda temporada se estrenó el 11 de octubre de 2017.
El 9 de enero de 2018, Hulu canceló la serie después de dos temporadas.

## Argumento
La serie se centra en el forense neuropsiquiatra, el doctor Eldon Chance, que vive en San Francisco, quien está medio dispuesto a someterse a su paciente, la peligrosa Jaclyn Blackstone, inmersa en una vida de corrupción policial, manipulación y abuso. Mientras lidia con un divorcio propio y secretos que ha estado tratando de contener durante años, tiene que salvar a Jaclyn, a sí mismo, de su abusivo compañero.

## Reparto

### Principal
- Hugh Laurie como Dr. Eldon Chance.
- Ethan Suplee como Darius 'D' Pringle.[5]
- Greta Lee como Lucy Baek.[6]
- Stefania LaVie Owen como Nicole Chance, la hija de Eldon Chance.[7]
- Paul Adelstein como Raymond Blackstone (temporada 1).[8]
- Lisa Gay Hamilton como Suzanne Simms (temporada 1).
- Gretchen Mol como Jaclyn Blackstone (temporada 1).[9]
- Clarke Peters como Carl Allan (temporada 2, recurrente en la temporada 1).[10]
- Brian Goodman como Detective Kevin Hynes (Estación 2).
- Paul Schneider como Ryan Invierno (Estación 2).

### Recurrente
- Diane Farr como Christina Chance, exmujer de Eldon Chance.[11]
- Michael McGrady como Sanford Pringle.
- Jengibre Gonzaga como Lorena.

## Episodios
| Temporada | Temporada | Episodios | Estreno               | Final                   |
| --------- | --------- | --------- | --------------------- | ----------------------- |
|           | 1         | 10        | 19 de octubre de 2016 | 4 de diciembre de 2016  |
|           | 2         | 10        | 11 de octubre de 2017 | 29 de noviembre de 2017 |

## Música
Electric PowWow Drum por A tribe called red (anteriormente utilizado como tema de apertura de Kagagi en APTN Kids) es interpretado por Darius en el episodio 5, donde le nombra la banda a Chance. Suena otra vez durante episodio 10 cuándo Darius le cuenta a Chance acontecimientos previos.